# ケルミス
ケルミス（ドイツ語: Kelmis、フランス語: La Calamine ラ・カラミーヌ, ワロン語: Li Calmène リ・カルメーヌ）は、ベルギーのワロン地域に属するリエージュ州にある、人口約1万人の基礎自治体。ドイツ語共同体に属する9つの自治体のうちのひとつである。

## 地理
州都リエージュの約35km東に位置し、リエージュとドイツのアーヘンを結ぶ幹線道路・N3号線沿いにある町である。ドイツ・オランダとの国境に接しており、もっとも近くにある大都市は5km北東にあるアーヘンである。

### 隣接自治体
- 東 － ラアーレン (Raeren)
- 南 － ロンツェン (Lontzen)
- 西 － プロンビエール (Plombières)

## 歴史

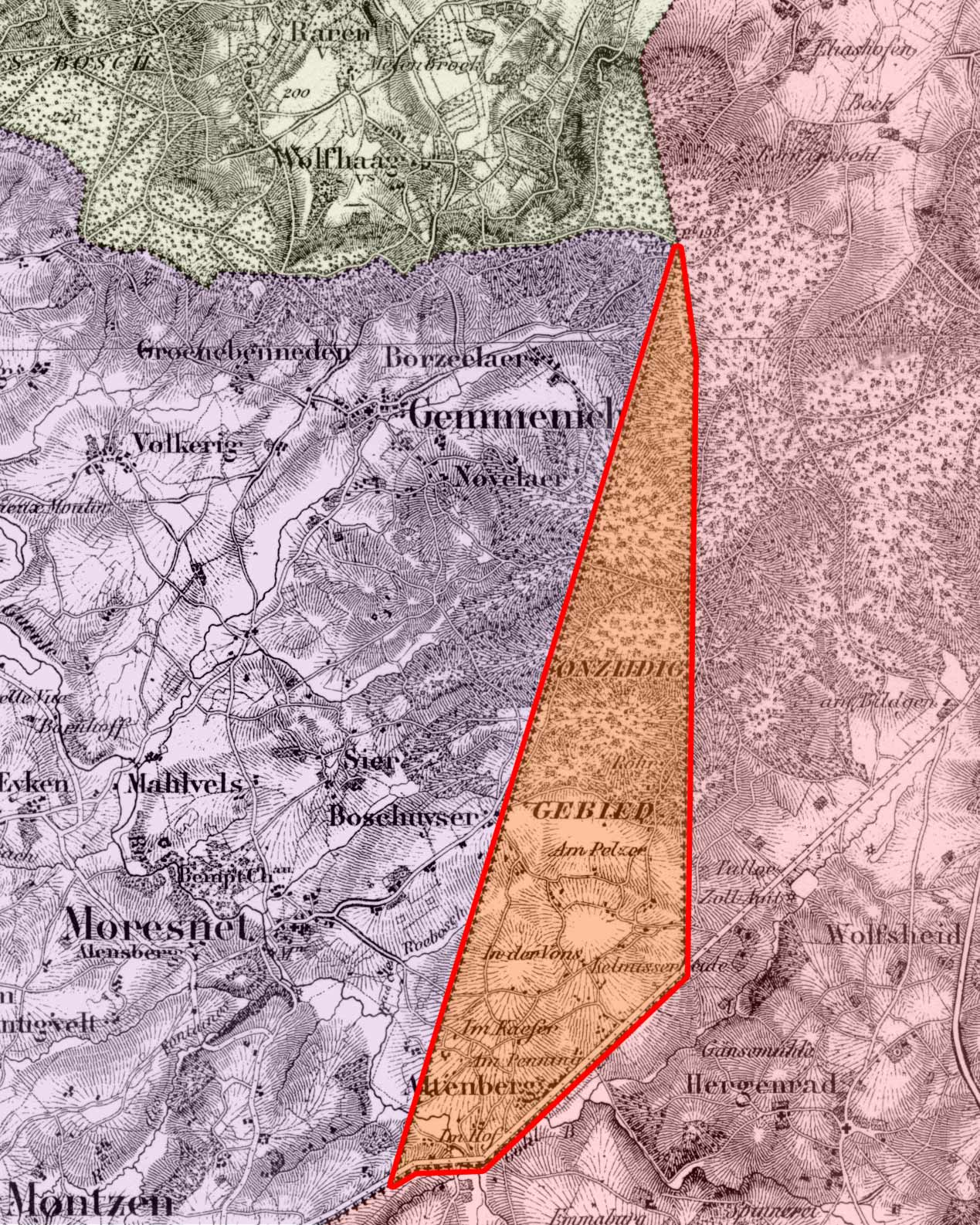
中立モレネ。集落は Altenberg と記されている。

ケルミスの中心地区は、もともとはモレネの町 (fr:Moresnet) の一部で、ケルミスの丘と呼ばれる一帯であった。ここには「古い山」、すなわちフランス語でヴィエイユ・モンターニュ（Vieille Montagne）、ドイツ語でアルテンベルク（Altenberg）と呼ばれる亜鉛の鉱山があり、それに付随する集落があった。
ナポレオン戦争後のウィーン会議において、オランダ王国とプロイセンは亜鉛鉱山の領有権をめぐり、モレネ一帯の領有権について対立した。1816年に締結されたアーヘン協定でモレネ地域は3つに分割され、モレネの町を含む西側区域はオランダ領、東側区域はプロイセン領となり、両者の中間にあって鉱山を擁するケルミスの丘一帯の 3.5 km2 は、改めて協定が結ばれるまで両国の共同統治領とすることになった。こうして中立モレネが発足し、この町はその「首都」となった。
共同統治の当事者は、1820年にベルギーがオランダから独立したことによってベルギーに移った。一時的な中立地帯として設置された中立モレネは1816年から1919年にかけての約100年間にわたって存続した。第一次世界大戦中にはドイツに占領されたが、戦後のヴェルサイユ条約（1919年）によって中立モレネはベルギー領とされ、1920年ベルギーに正式に編入された。
1920年以後のモレネは、ドイツからベルギーに編入されたエウペンやマルメディと同じような歴史を歩んでいる。第二次世界大戦時にはドイツによる再占領を受け、1944年にベルギーへ復帰した。1973年、ドイツ語共同体が編成されると、その構成体のひとつとなった。
1977年に行われた自治体統廃合により、ケルミスは隣接する自治体であるノイ・モーレスネット（かつてのプロイセン領モレネ地区）とヘルゲンラートを編入した。

## 言語
19世紀には、ドイツ語の方言である低地ディーツ語 (Low Dietsch) が話されていた。
ケルミスは現在、ドイツ語とフランス語の両言語が使われている。ドイツ語共同体に属する9つの自治体のうちの一つである。

## 下位行政区画
基礎自治体としてのケルミスは、中心地区のケルミスも含め、3つの地区（1977年の自治体統廃合までは独立の自治体）からなっている。
- ケルミス

1816年のアーヘン協定で「中立モレネ」となった地区。
- ノイ・モーレスネット (fr:Neu-Moresnet)

1816年のアーヘン協定でプロイセン領となったモレネの一部で、かつては「プロイセンのモレネ」プロイシッシュ・モーレスネット（Preußisch-Moresnet）と称した。第一次大戦後ベルギー領に編入され、地名も「新モレネ」を意味するノイ・モーレスネットに変更された。
- ヘルゲンラート (fr:Hergenrath)

ウィーン会議の結果プロイセン領となった村で、第一次世界大戦後ベルギーに編入された。

## ギャラリー

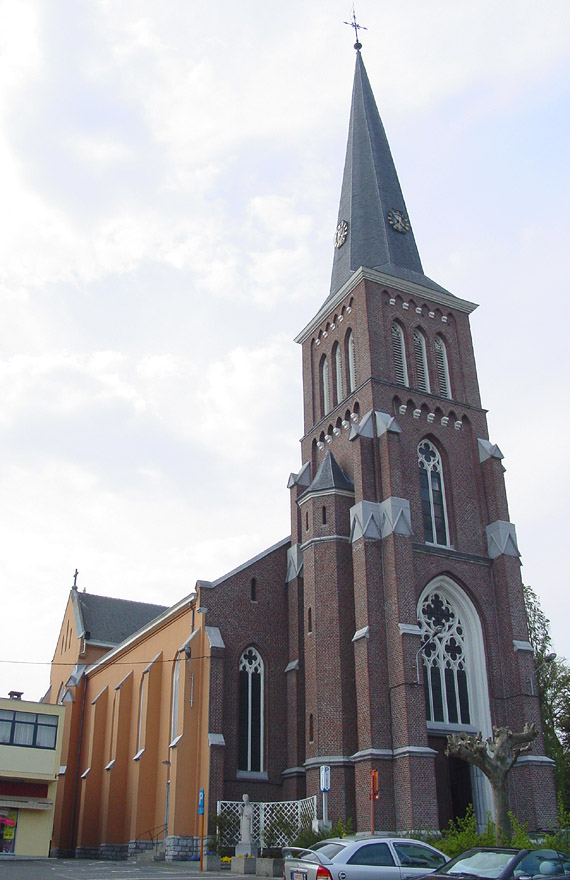
町の中心にある教会
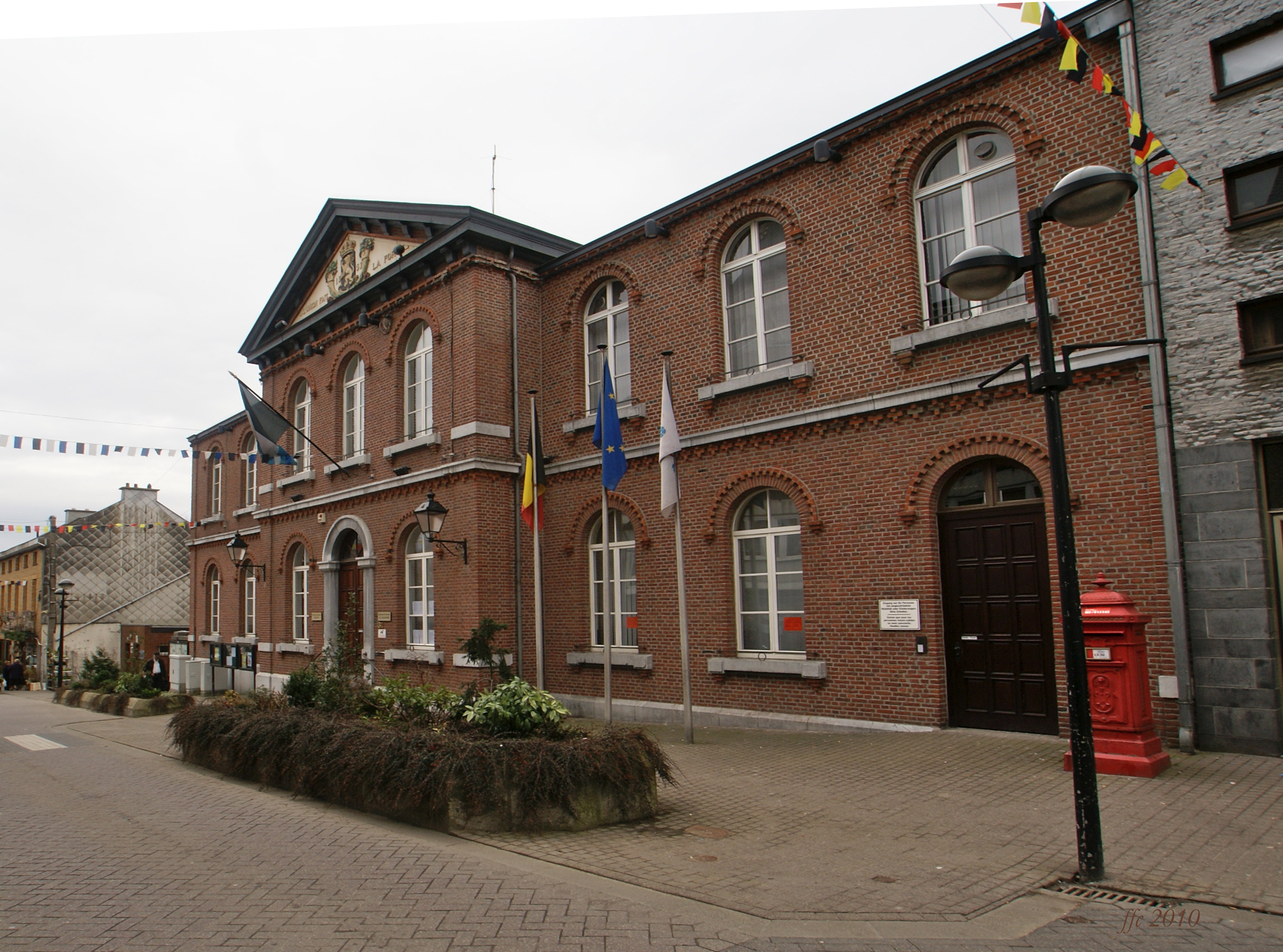
市庁舎
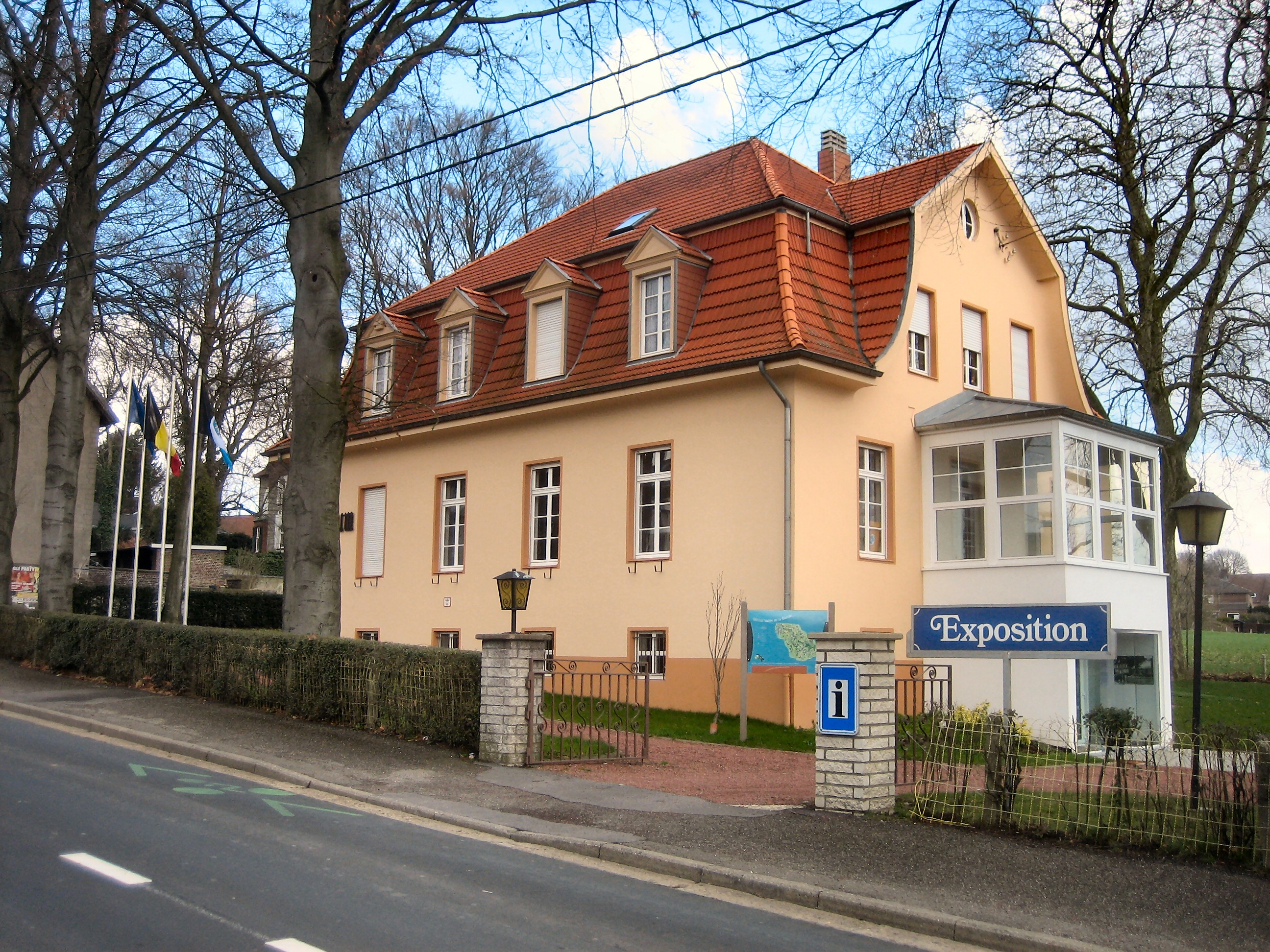
ノイ・モーレスネットにあるGöhltal Museum
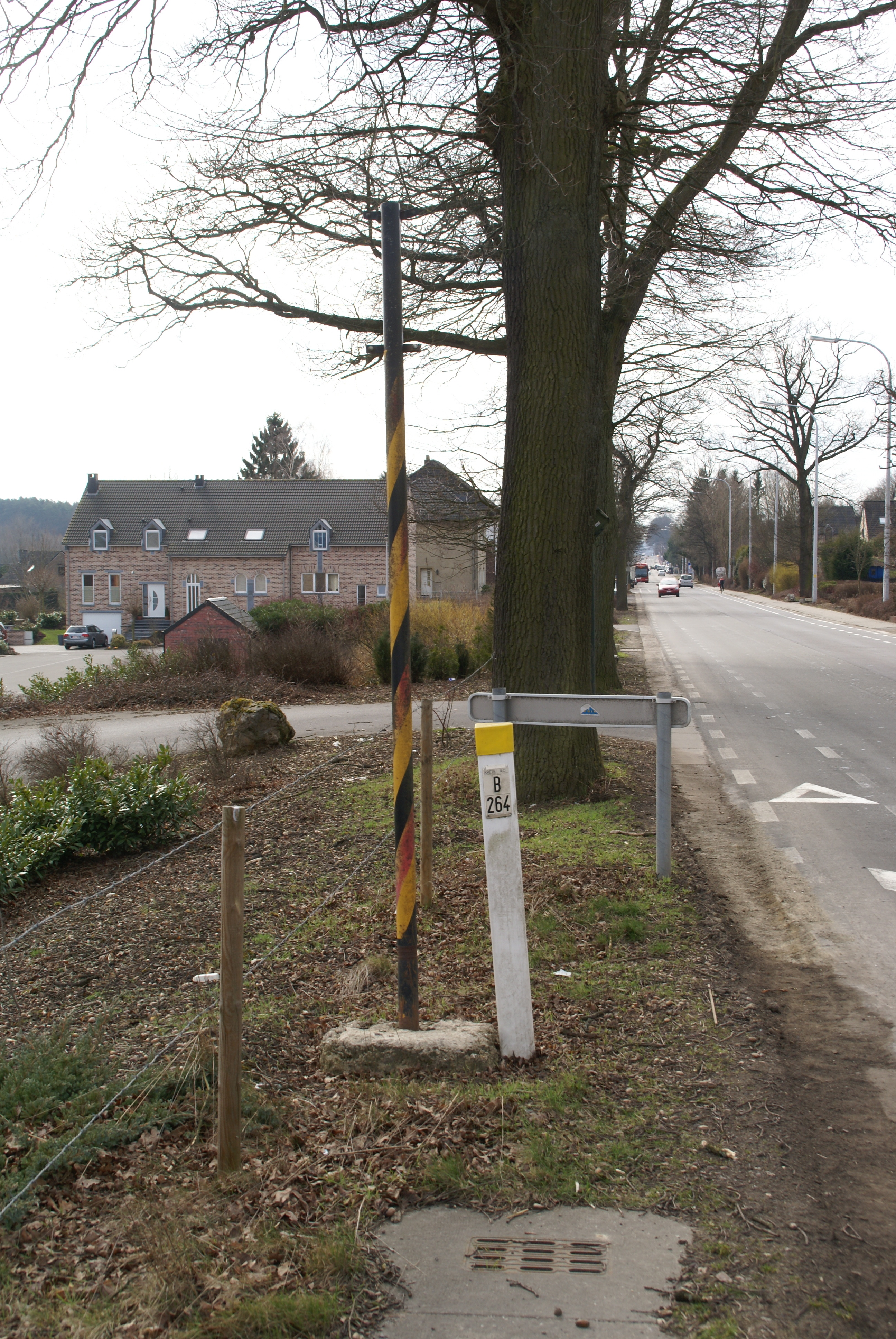
ノイ・モーレスネットにあるドイツとの国境